# Targowisko (gmina)
Targowisko (od 1973 Kłaj) – dawna gmina wiejska istniejąca w latach 1934–1954 w województwie krakowskim (dzisiejsze woj. małopolskie). Siedzibą władz gminy było Targowisko.
Gmina zbiorowa Targowisko została utworzona 1 sierpnia 1934 roku w powiecie bocheńskim w woj. krakowskim z dotychczasowych jednostkowych gmin wiejskich: Brzezie, Dąbrowa, Grodkowice, Kłaj, Książnice, Łężkowice, Łysokanie, Podłęże, Staniątki, Szarów i Targowisko.
Podczas II wojny światowej zniesiona i po połączeniu z gminą Zabierzów Bocheński przekształcona w gminę Niepołomice.
Po wojnie przywrócona. Według stanu z dnia 1 lipca 1952 roku gmina składała się z 11 gromad: Brzezie, Dąbrowa, Grodkowice, Kłaj, Książnice, Łężkowice, Łysokanie, Podłęże, Staniątki, Szarów i Targowisko. 
Gmina została zniesiona 29 września 1954 roku wraz z reformą wprowadzającą gromady w miejsce gmin. Jednostki nie przywrócono 1 stycznia 1973 roku po reaktywowaniu gmin, utworzono natomiast jej terytorialny odpowiednik, gminę Kłaj. Fragmenty dawnej gminy Targowisko weszły w skład gminy Niegowić (Książnice) oraz nowej gminy Podłęże (Podłęże i Staniątki).